# Dorcadion parinfernale
Dorcadion parinfernale là một loài bọ cánh cứng trong họ Cerambycidae.